# Parafia Najświętszego Serca Pana Jezusa w Szczecinie
Parafia pod wezwaniem Najświętszego Serca Pana Jezusa w Szczecinie – parafia rzymskokatolicka należąca do dekanatu Szczecin-Śródmieście, archidiecezji szczecińsko-kamieńskiej, metropolii szczecińsko-kamieńskiej. 
Parafia została erygowana w 1945. Kościół parafialny pw. Najświętszego Serca Pana Jezusa w Szczecinie znajduje się przy placu Zwycięstwa, natomiast plebania mieści się przy ulicy Bogurodzicy. Duszpasterstwo od początku istnienia parafii prowadzą księża chrystusowcy. Od 1961 w parafii posługują również siostry zakonne ze Zgromadzenia Sióstr Misjonarek Chrystusa Króla. Obecnie w parafii pracuje 10 księży, 2 braci zakonnych i 4 siostry zakonne.